# Silnice II/323
Silnice II/323 je silnice II. třídy, která vede z Břehů do Milovic u Hořic. Je dlouhá 31,5 km. Prochází dvěma kraji a třemi okresy.

## Vedení silnice

### Pardubický kraj, okres Pardubice
- Břehy (křiž. II/333, III/0361)
- Vlčí Habřina (křiž. III/3231, III/3231, III/3233)
- Rohovládova Bělá (křiž. I/36, peáž s I/36)
- Kasalice (křiž. III/3235)
- Pravy (křiž. III/3236, III/32313)

### Královéhradecký kraj, okres Hradec Králové
- Dobřenice (křiž. D11, III/32314)
- Roudnice (křiž. I/11, III/32328)
- Homyle (křiž. III/32329)
- Kunčice
- Nechanice (křiž. II/324, III/32336, peáž s II/324)
- Suchá (křiž. III/32337, III/32339, III/32341)
- Stračov (křiž. III/32345, III/32346, III/32347, III/32348)

### Královéhradecký kraj, okres Jičín
- Milovice u Hořic (křiž. I/35, III/32525)